# Ostatci zrakoplova B-24 kod Visa
Ostatci američkog aviona B-24 Liberator Tulsamerican iz Drugoga svjetskog rata nalaze se u pomorju otoka Visa, kod mjesta Rukavac.

## Povijest
Prednji dio olupine aviona nalazi se na pješčanom platou na dubini od 41 m, dok se rep nalazi na dubini od 55 metara. Prilikom rekognosciranja uočeno je da je avion prilikom prisilnog slijetanja udario u more te se raspao na više većih komada. Također se prilikom udara prevrnuo tako da sada leži na morskom dnu s gornjim dijelom trupa na pijesku. Na dnu su vidljivi središnji dio trupa aviona, oba krila, četiri motora (na jednom je sačuvan i propeler), postolje, prednji dio kupole, te kokpit aviona koji je odvojen od trupa. Na kokpitu su dobro sačuvani svi instrumenti. Ispod kokpita se nalazi sačuvano platno padobrana. Također je uočeno i mnoštvo municije, ali bombe nisu pronađene. S obzirom kako je pronađen i serijski broj šasije aviona, potvrđeno je da je riječ o bombarderu B-24 Liberator naziva Tulsamerican, a riječ je o posljednjem proizvedenom avionu u tvornici u gradu Tulsi u Sjedinjenim Američkim Državama.

## Zaštita
Pod oznakom Z-6743 zavedeno je kao nepokretno kulturno dobro - pojedinačno, arheološka baština, pravna statusa zaštićena kulturnog dobra, klasificirano kao "arheološka baština".